# Leonid Kravtsjoek
Leonid Makarovytsj Kravtsjoek (Oekraïens: Леонід Макарович Кравчук) (Żytyń Wielki, woiwodschap Wolynië, 10 januari 1934 – Kiev, 10 mei 2022) was een Oekraïense politicus. Hij was de eerste president van Oekraïne van 1991 tot 1994.

## Biografie

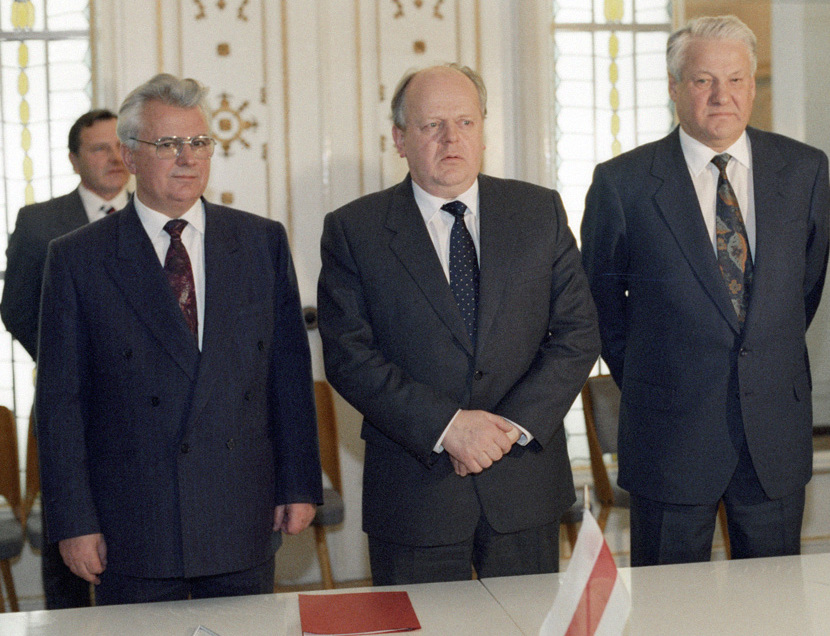
Kravtsjoek (links) met Stanislaw Sjoesjkevitsj en Boris Jeltsin bij de ondertekening van het Akkoord van Białowieża op 8 december 1991, waarmee het einde van de Sovjet-Unie werd bezegeld.

Leonid Kravtsjoek werd geboren in Żytyń Wielki, een dorp in de woiwodschap Wolhynië dat in die tijd nog deel was van Polen, maar na de Tweede Wereldoorlog deel werd van de Sovjet-Unie als Velykyj Zjytyn, oblast Rivne.   Hij studeerde in Kiev, waar hij in 1958 een graad in de economie behaalde. Van 1958 tot 1960 werkte hij als docent politieke economie in Tsjernivtsi. Eveneens in 1958 werd hij lid van de Communistische Partij van Oekraïne, waarbinnen hij een snelle carrière maakte in de afdeling agitatie en propaganda (agitprop). In 1988 werd hij partijsecretaris belast met ideologie, in 1989 kandidaat-lid van het Oekraïense politbureau en in 1990 volledig lid. Op 3 juli 1990 werd hij ook voorzitter van de Verchovna Rada, de Oekraïense Opperste Sovjet. Aangezien de macht van de Communistische Partij van de Sovjet-Unie tanende was, maakte dit hem praktisch gesproken tot leider van de republiek. In hetzelfde jaar trad hij uit de CPSU. Hoewel hij een typische apparatsjik was, verlegde hij zijn loyaliteit steeds meer naar het kamp van diegenen, die soevereiniteit of zelfs onafhankelijkheid voorstonden.
Na de mislukte coup in Moskou verklaarde Kravtsjoek Oekraïne op 24 augustus 1991 tot een onafhankelijke staat en speelde aldus een sleutelrol in het uiteenvallen van de Sovjet-Unie. Op 1 december van dat jaar werd hij de eerste, democratisch gekozen president van Oekraïne. In deze hoedanigheid werd hij medeoprichter van het Gemenebest van Onafhankelijke Staten met het Akkoord van Białowieża. Feitelijk was Kravtsjoek degene, die ervoor zorgde dat het GOS geen tweede Sovjet-Unie werd, maar slechts een los samenwerkingsverband van daadwerkelijk onafhankelijke staten. Zo ging hij de geschiedenis in als "de man die de USSR begroef".
In 1994 was Kravtsjoek opnieuw presidentskandidaat, maar werd verslagen door zijn vroegere premier, Leonid Koetsjma, die een aanzienlijk nauwere samenwerking met Rusland voorstond. Hij bleef echter politiek actief: in 1998 werd hij lid van de Verenigde Sociaaldemocratische Partij van Oekraïne (SDPU(o)), waarvan hij in 2002 leider werd. Daarna was Kravtsjoek namens die partij lid van de Verchovna Rada. Op 26 maart 2006 deed hij mee aan de parlementsverkiezingen, maar zijn partij slaagde er niet in om de kiesdrempel te halen. Overigens werd Kravtsjoek zwaar bekritiseerd voor het feit dat hij zo lang actief bleef voor deze partij, die zichzelf weliswaar sociaaldemocratisch noemde, maar vooral werd geassocieerd met de oligarchen en de georganiseerde misdaad. In 2009 trad hij alsnog uit deze partij. Tijdens de presidentsverkiezingen van 2010 steunde hij de kandidatuur van Joelia Tymosjenko, waar hij in 2004 nog Viktor Janoekovytsj had gesteund.
Op 10 mei 2022 overleed Kravtsjoek op 88-jarige leeftijd na een lang ziekbed, exact een week na de vroegere Wit-Russische president Stanislaw Sjoesjkevitsj, een van de andere hoofdrolspelers bij het Akkoord van Białowieża.
- Gemeinsame Normdatei: 119239388
- International Standard Name Identifier: 0000 0001 0957 413X
- Library of Congress Control Number: n83236027
- Nationale Bibliotheek van Letland: 000228262
- Nationale Bibliotheek van Tsjechië: js2013754824
- Nationale Bibliotheek van Israël: 987012882169505171
- Nationale Bibliotheek van Polen: a0000001227253
- Nederlandse Thesaurus van Auteursnamen: 125157746
- SNAC: w6tc5cvq
- Système universitaire de documentation: 145806006
- Virtual International Authority File: 18027243
- WorldCat: E39PBJrKX3HCfw7dR7FDyJvmBP